# Abbaye de Cerne
L'abbaye de Cerne était une abbaye bénédictine située à Cerne Abbas, dans le Dorset.
Elle est fondée en 987 par l'ealdorman Æthelmær Cild, et disparaît en 1539 à la suite de la dissolution des monastères voulue par le roi Henri VIII. Il n'en subsiste plus que quelques bâtiments, dont le corps de garde.